# Muhammad Yunus

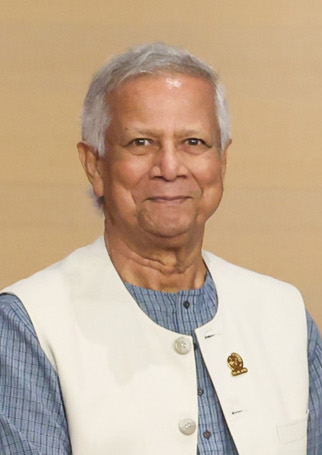
Muhammad Yunus (2025)

Muhammad Yunus (bengalisch মুহাম্মদ ইউনুস Muhāmmad Iunus; * 28. Juni 1940 in Chittagong) ist ein bangladeschischer Wirtschaftswissenschaftler, Geschäftsmann und Politiker. Yunus ist Gründer und ehemaliger Geschäftsführer der Mikrokredite vergebenden Grameen Bank und damit einer der Begründer des Mikrofinanz-Gedankens. 2006 wurde er mit dem Friedensnobelpreis ausgezeichnet. Seit Anfang August 2024 ist er Chef der Übergangsregierung von Bangladesch.

## Leben
Muhammad Yunus, das dritte von neun Kindern einer muslimischen Familie, wurde am 28. Juni 1940 in der Ortschaft Bathua im Distrikt Chittagong im ehemaligen Bengalen in Indien, dem heutigen Bangladesch, geboren. Seine Eltern waren der Juwelier Hazi Dula Mia Shoudagar und Sufia Khatun. Seine frühe Kindheit verbrachte er in seinem Heimatdorf, bis die Familie 1944 in die Stadt Chittagong zog. Dort besuchte er die Lamabazar Primary School. Später bestand er die Reifeprüfung an der Chittagong Collegiate School und war dabei unter den besten sechzehn von 39.000 Studenten im damaligen Ostpakistan. Während seiner Schulzeit war Yunus aktiver Pfadfinder. Er reiste 1952 nach West-Pakistan und Indien und 1955 nach Kanada, um an Jamborees teilzunehmen.
Yunus studierte ab 1966 mithilfe eines Fulbright-Stipendiums an der Vanderbilt University (USA). 1969 promovierte er dort in Volkswirtschaftslehre. Von 1970 bis 1972 war er Assistant Professor of Economics an der Middle Tennessee State University in Tennessee, USA. 1972 bekam er eine Professur an der University of Chittagong in Bangladesch. Ab 1976 war er Projektmanager eines Entwicklungsprojekts der Universität, aus welchem die Grameen Bank hervorging. Bei der schließlich 1983 gegründeten Bank wurde er Managing Director. Seit 1996 beriet er die Regierung von Bangladesch.
Muhammad Yunus war von der Gründung 2007 bis 2009 Mitglied des Zusammenschlusses von herausragenden ehemaligen Staatsmännern und -frauen, Friedensaktivisten, Menschenrechtlern sowie prominenten Intellektuellen The Elders, der 2007 von Nelson Mandela auf Initiative von Peter Gabriel und Richard Branson gegründet wurde. Ziel der Gruppe ist es, die Erfahrung, die Beziehungen und den öffentlichen Einfluss der Mitglieder zur Lösung globaler Probleme einzusetzen.
Als Geschäftsführer der Grameen Bank wurde Yunus 2011 aus Altersgründen entlassen; er ging erfolglos gerichtlich gegen seine Entlassung vor. Er warf in diesem Zusammenhang der Regierung von Bangladesch vor, die Grameen Bank unter ihre Kontrolle bringen zu wollen. Die Bank würde zu einer Organisation der Regierung werden und sein Lebenswerk würde durch Misswirtschaft, Ineffizienz und Profitstreben gefährdet. Seit März 2010 ist Yunus im Dokumentarfilm Die 4. Revolution – EnergyAutonomy zu sehen. Im Jahr 2011 gehörte Yunus einer Jury aus renommierten Persönlichkeiten des öffentlichen Lebens an, die an der Auswahl des universellen Logos für Menschenrechte beteiligt waren. Im Oktober 2012 wurde Yunus Chancellor der Glasgow Caledonian University in Schottland.
In den 2020er Jahren geriet Yunus zunehmend in Konflikt mit Premierministerin Hasina Wajed. Sie bezeichnete ihn als „Blutsauger der Armen“ und beschuldigte die Grameen Bank des Zinswuchers bei der Kreditvergabe. Nach Darstellung von Anhängern Yunus’ waren diese Vorwürfe politisch motiviert, weil Yunus die Gründung einer politischen Partei erwogen habe, die eine Konkurrenz zur Regierungspartei Awami-Liga gewesen wäre.
Am 1. Januar 2024 verurteilte ein Gericht in Bangladesch Yunus erstinstanzlich zu einer sechsmonatigen Haftstrafe. Er und drei weitere Angeklagte, die dem von Yunus gegründeten Unternehmen Grameen Telecom angehörten, wurden für schuldig befunden, vorschriftswidrig die Gründung eines Sozialfonds für die Beschäftigten unterlassen zu haben. Yunus bestritt jegliches Fehlverhalten; er und seine Anwälte bezeichneten das Verfahren als rechtswidrig und politisch motiviert und kündigten an, Berufung einzulegen. Alle Angeklagten blieben gegen Kaution auf freiem Fuß. Die UN-Sonderberichterstatterin Irene Khan, die bei der Urteilsverkündung zugegen war, bezeichnete die Verurteilung als „Justizposse“. Bereits im August 2023 hatten 170 internationale Prominente, darunter die ehemalige US-amerikanische Außenministerin Hillary Clinton, der britische Unternehmer Richard Branson und der irische Musiker Bono, die Premierministerin aufgefordert, die „fortwährende juristische Belästigung“ Yunus’ zu beenden.
Nach gewaltsamen Protesten und der Flucht der Regierungschefin Scheich Hasina im August 2024 wurde seitens der Armee eine Übergangsregierung angekündigt. In der Nacht auf den 7. August 2024 verkündete Präsident Mohammed Shahabuddin, dass er sich mit den Spitzen des Militärs und den Sprechern der Studentenbewegung auf Muhammad Yunus als vorläufigen Regierungschef geeinigt habe, der das Land bis zur Abhaltung von Neuwahlen führen soll. Am 8. August 2024 wurde Yunus in diesem Amt vereidigt. Er scheint aber bisher (März 2025) die hohen in ihn gesetzten Erwartungen nicht zu erfüllen. Zum einen holte er eine islamistische Partei in die Regierung und zum anderen lässt er unliebsame Medienschaffende mit Mord-Anklagen eindecken - Morde, die wohl in Tat und Wahrheit auf das Konto der zuvor diktatorisch regierenden Scheich Hasina gingen.   
Yunus ist verheiratet und hat zwei Töchter.

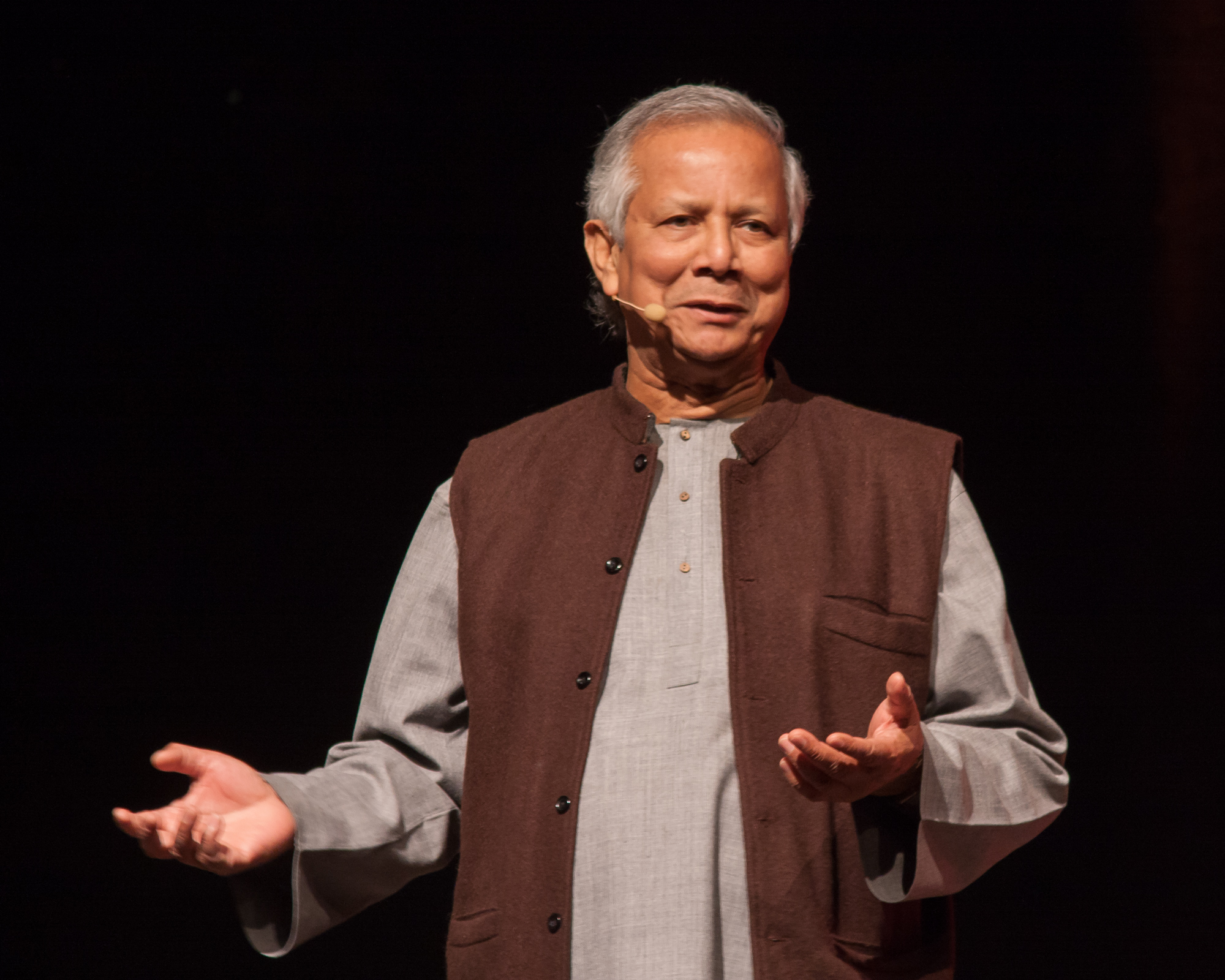
2013 bei einem Vortrag in Wiesbaden

## Auszeichnungen
Yunus hat von zahlreichen Universitäten auf der ganzen Welt Ehrendoktorate erhalten. 1984 erhielt er den Ramon-Magsaysay-Preis, 1987 den Shadhinata Padak, 1994 Welternährungspreis, 1995 den Freiheitspreis der Max Schmidheiny Stiftung, 1996 den Simón-Bolívar-Preis der UNESCO, 1997 den Planetary Consciousness Prize, 1998 den Sydney-Friedenspreis und Prinz-von-Asturien-Preis, 2003 den Volvo Environment Prize, 2006 den Seoul-Friedenspreis, 2007 den Vision Award. Zudem ist er Gründungsmitglied der Global Academy von Ashoka, einer internationalen Organisation von und für Social Entrepreneurs und Mitglied des Kuratoriums der deutschen Stiftung Entrepreneurship. Für die Förderung wirtschaftlicher und sozialer Entwicklung von unten wurde ihm und der von ihm gegründeten Bank zu gleichen Teilen der Friedensnobelpreis des Jahres 2006 zuerkannt. Er ist nach Rabindranath Tagore und Amartya Sen der dritte Bengale, dem ein Nobelpreis verliehen wurde. 2008 wurde er für sein Buch Die Armut besiegen mit dem Corine-Zukunftspreis ausgezeichnet. 2009 erhielt er die Presidential Medal of Freedom und den Vorbildpreis der von der Universität Bayreuth veranstalteten „bayreuther dialoge“. 2010 hielt Yunus die Festrede vor der Abschlussklasse der Duke University, die ihm dabei das Ehrendoktorat „Doctor of Humane Letters“ verlieh. 2016 wurde sein Einsatz für mehr Bildungsgerechtigkeit mit dem Carl-Theodor-Preis der Metropolregion Rhein-Neckar gewürdigt. 2022 erhielt Yunus den Karl Kübel Preis der Karl Kübel Stiftung. 2024 benannte die Stadt Paris einen Platz im 18. Arrondissement zu seinen Ehren. Diese Anerkennung wird eigentlich nur verstorbenen Persönlichkeiten zuteil.

## Konzept Sozialunternehmen

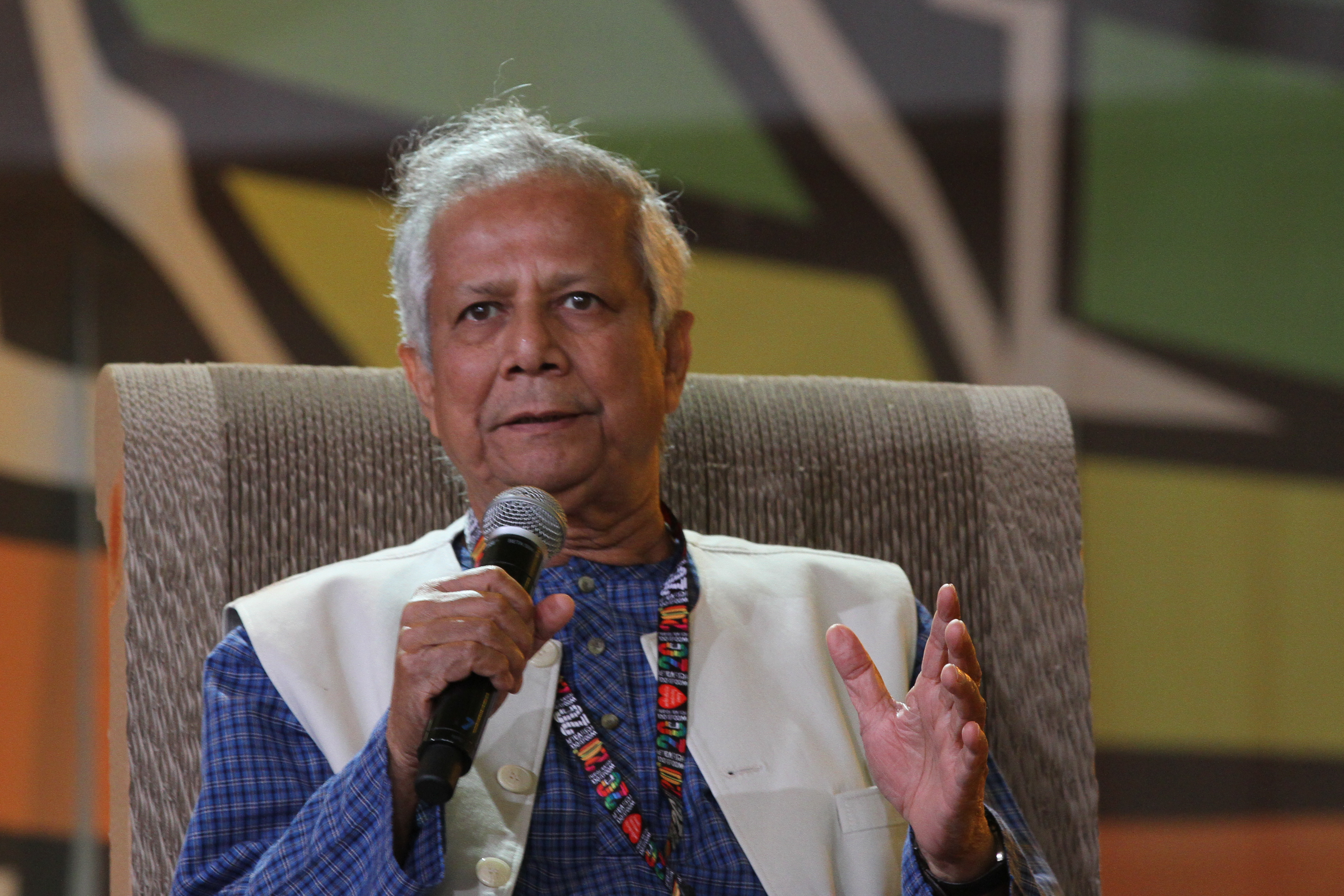
Muhammad Yunus auf der Haltestelle Woodstock 2014

Nach Yunus’ Vorstellungen muss „die Struktur des Kapitalismus vervollständigt werden“ durch die Einführung von Sozialunternehmen. Der Zweck dieser Unternehmen soll nicht die Gewinnmaximierung sein, sondern die Lösung von sozialen und Umweltproblemen. „Wenn man die profit-maximierende Brille abnimmt und zur sozialen Brille greift, sieht man die Welt in einer anderen Perspektive“, meinte er. Falls ein Gewinn anfalle, werde er in das Unternehmen reinvestiert. Die Anteilseigner verdienen nichts, können ihr Kapital jedoch mit der Zeit zurückerhalten. Attraktiv sei eine derartige Geldanlage für Menschen, die Gutes tun wollen, wovon es nach Yunus’ Überzeugung viele gibt.

## Werke
- Ein anderer Kapitalismus ist machbar. Wie Social Business Armut beseitigt, Arbeitslosigkeit abschafft und Nachhaltigkeit fördert. Unter Mitarbeit von Karl Weber. Gütersloher Verlagshaus, Gütersloh 2018, ISBN 978-3-579-08715-3 (englisch: A World of Three Zeros. The New Economies of Zero Poverty, Zero Unemployment, and Zero Net Carbon Emissions. Übersetzt von Monika Ottermann).
- Social Business. Von der Vision zur Tat. Hanser, München 2010, ISBN 978-3-446-42351-0 (englisch: Building Social Business. Übersetzt von Werner Roller).
- Die Armut besiegen. Hanser, München 2008, ISBN 978-3-446-41236-1 (englisch: Creating a world without poverty. Übersetzt von Stephan Gebauer).
- Für eine Welt ohne Armut. Die Autobiographie des Friedensnobelpreisträgers. Lübbe, Bergisch Gladbach 2006, ISBN 3-404-28513-1 (französisch: Vers un monde sans pauvreté. Übersetzt von Helmut Mennicken).